# John Wolstenholme (1562-1639)
Sir John Wolstenholme (Stanmore, 1562 – Stanmore, 25 novembre 1639) è stato un mercante inglese, ebbe un ruolo fondamentale nell'espansione commerciale dell'Inghilterra dell'epoca e fu protagonista del finanziamento di diverse spedizioni di esplorazione come quella di Henry Hudson nel 1610 o quella di Robert Bylot e William Baffin nel 1615.

## Biografia
Appartenente ad una famiglia originaria del Derbyshire e trasferitasi a Londra sotto il regno di Edoardo VI d'Inghilterra, era il secondogenito di John Wolstenholme, di professione doganiere. Wolstenholme, facendo tesoro delle ricchezze di famiglia, divenne assistente della Custom House di Londra. A partire dal 1594 entrò come segretario all'interno di un'altra notabile famiglia londinese originaria del Derbyshire, i Fanshaw, dei quali sposò Catherine Fanshaw, la sorella del magistrato Thomas Fanshawe (Queen's Remembrancer e parlamentare sotto il regno della regina Elisabetta I d'Inghilterra). Questa unione matrimoniale fu anche estremamente vantaggiosa per dare inizio alle sue attività imprenditoriali, dal momento che la moglie di suo cognato era, a sua volta, sorella del ricco mercante, Sir Thomas Smythe, il primo governatore della East India Company. Divenne ben presto uno dei mercanti più facoltosi di Londra, e nel 1604, insieme ad un altro importante mercante e proprietario terrirero dell'epoca, nonché celebre politico, Arthur Ingram, ottenne una licenza settennale per l'esportazione di prodotti tessili, mentre con il parlamentare e mercante Sir Lionel Cranfield, I conte di Middlesex, ottenne una licenza per esportare all'estero sostanze coloranti per la produzione tessile. 

Grazie a questa consolidata esperienza in ambito commerciale ed imprenditoriale, divenne presto un'importante figura di riferimento in qualità di consigliere per diverse commissioni parlamentari in ambito fiscale e commerciale. Grazie a questo suo ruolo venne nominato cavaliere nel 1617 e nel 1619 fu nominato giudice di pace per il Middlesex. L'anno successivo fece da garante per un ingente prestito in favore del sovrano Giacomo I d'Inghilterra. 

Nel 1600 appare tra i fondatori societari della East India Company, della quale successivamente divenne uno degli amministratori. 
Ebbe un ruolo importante nel finanziamento dei numerosi tentativi di esplorazione alla scoperta del passaggio a nord-ovest. In questo ruolo, in collaborazione con il diplomatico Dudley Digges, sovvenzionò la missione di Henry Hudson nel 1610, che battezzò il punto più settentrionale del Canada con il suo nome (Cape Wolstenholme). Successivamente finanziò le esplorazioni di Thomas Button del 1612, di Robert Bylot e William Baffin nel 1615 che battezzarono in suo onore l'isola di Wolstenholme Island presso la Baia di Baffin, e quella di Luke Fox nel 1631. 

Insieme con Sir Thomas Smith ingaggiò il matematico Edward Wright per avere lezioni di cartografia e nozioni sulla navigazione. Fu un protagonista importante nelle vicende legate alla Virginia Company, diventandone consigliere nel 1609 e intraprendendo una lunga e aspra lotta per ottenerne il controllo. 
Morì a Stanmore e venne sepolto nella chiesa anglicana di St John the Evangelist, Great Stanmore, dove il suo monumento funebre fu progettato e costruito dallo scultore di corte Nicholas Stone.